# ثيو فيلان
ثيو فيلان (بالإنجليزية: Theo Phelan)‏ هو منافس ألعاب قوى أيرلندي، ولد في 12 سبتمبر 1908، وتوفي في 7 أبريل 1970.

## وصلات خارجية
- ثيو فيلان على موقع أوليمبيديا (الإنجليزية)